# Yansong Ma
Yansong Ma (xinès: 马岩松 ; pinyin: Mǎ Yánsōng) és un arquitecte desconstructivista xinès, nascut el 1975 a Pequín.

## Biografia
El 2002, Ma Yansong completa els seus estudis d'arquitectura a la Yale. De seguida treballa a Londres per a l'arquitecta Zaha Hadid i després a Nova York per a l'arquitecte Peter Eisenman. El 2004, funda el seu propi estudi a Pequín: MAD (per Ma Design).
I obre dues sucursals a Tòquio i a Dubai.
El 2006, dirigeix el projecte Hongluo Clubhouse, una casa sobre l'aigua.
El 2009, el projecte Hutong Bubble 32, on integra un disseny futurista en un entorn tradicional, a Pequín.
El 2011 s'inaugura el Museu de la ciutat d'Ordos, a la Mongòlia Interior.

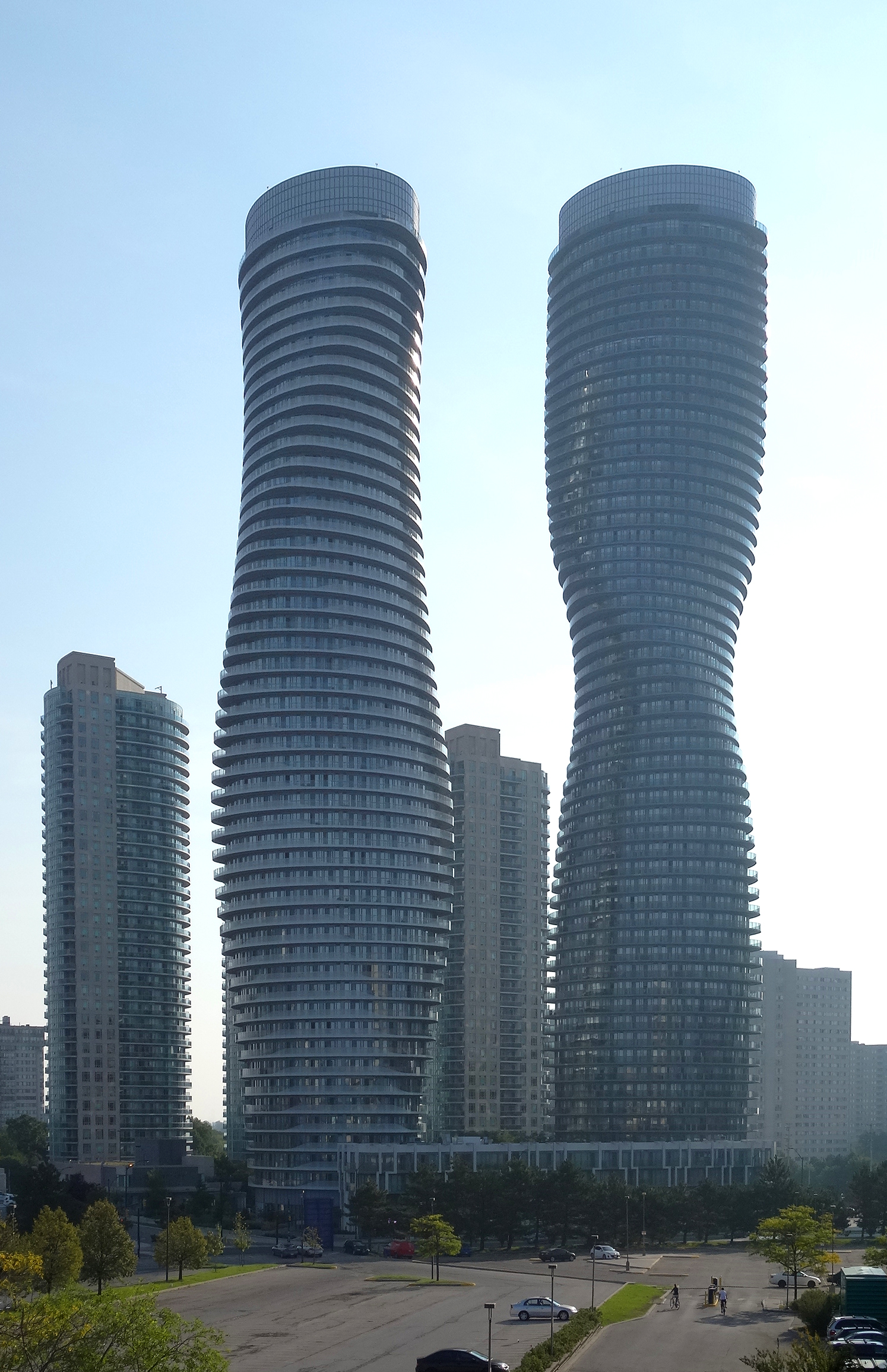
Absolute World

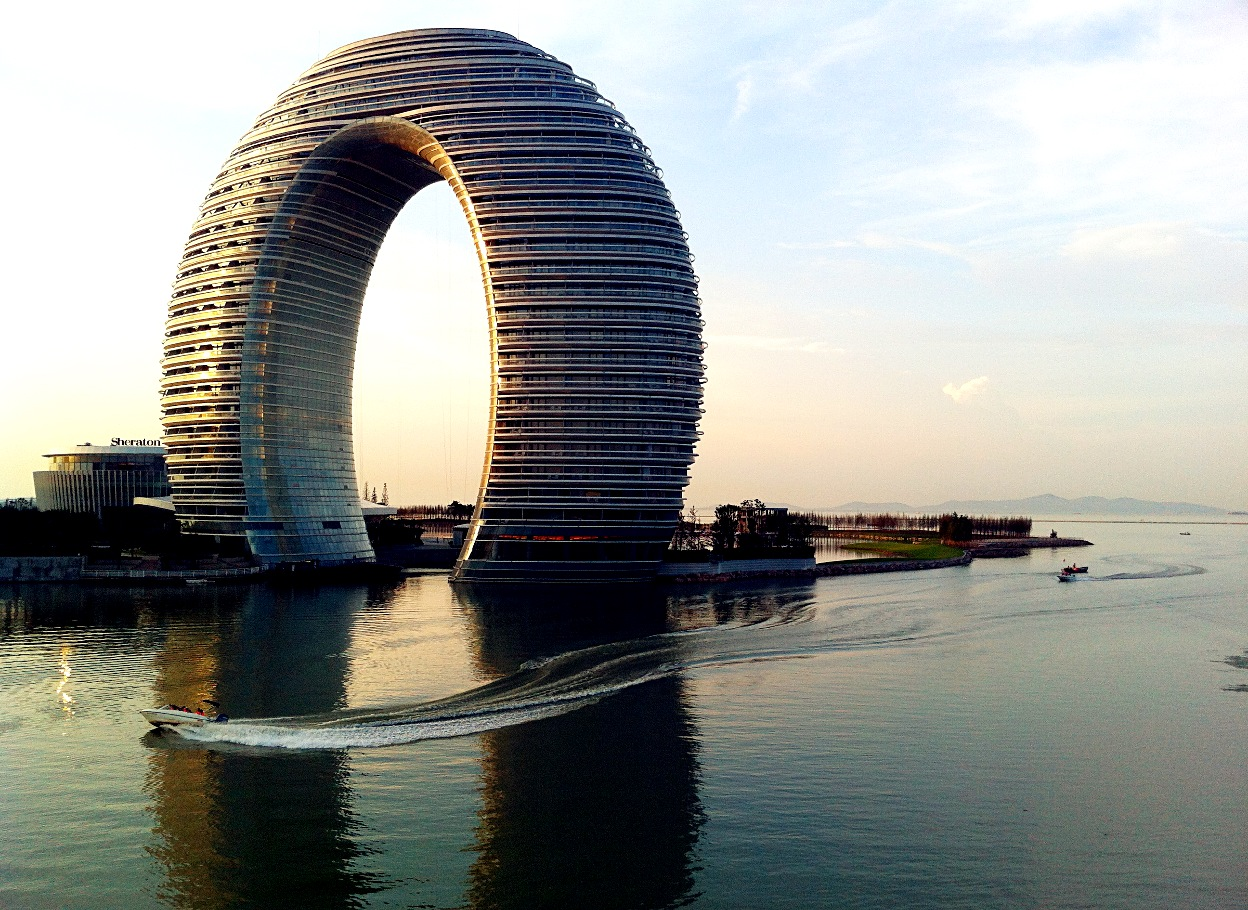
Huzhou Sheraton Resort & Spa